# Vigevano Calcio
El Vigevano Calcio, comunament conegut com a Vigevano, és un club de futbol italià amb seu a Vigevano, Llombardia.
A la temporada 2010–11, del grup A de la Sèrie D va descendir a l'Eccellenza Lombardy .
Els seus colors són el blau clar i el blanc.
Anteriorment conegut com a Giovani Calciatori Vigevanesi, l'equip va participar en 11 temporades de la Sèrie B, principalment a les dècades de 1930 i 1940.